# Bomolocha popayana
Bomolocha popayana är en fjärilsart som beskrevs av Paul Dognin 1914. Bomolocha popayana ingår i släktet Bomolocha och familjen nattflyn. Inga underarter finns listade i Catalogue of Life.